# Pachyanthus neglectus
Pachyanthus neglectus är en tvåhjärtbladig växtart som beskrevs av Attila L. Borhidi. Pachyanthus neglectus ingår i släktet Pachyanthus och familjen Melastomataceae. Inga underarter finns listade i Catalogue of Life.